# Augustin Saint-Hilaire
Augustin François César Prouvençal de Saint-Hilaire, född 4 oktober 1779 i Orléans, Frankrike, död där 3 september 1853, var en fransk botaniker och upptäcktsresande.
Auktorsnamnet A.St.-Hil. kan användas för Augustin Saint-Hilaire i samband med ett vetenskapligt namn inom botaniken; se Wikipediaartiklar som länkar till auktorsnamnet.